# Ga Cổ Sơn (Đài Loan)
Ga Cổ Sơn (tiếng Trung: 鼓山車站; bính âm: Gǔshān Chēzhàn) là một ga đường sắt ở Cao Hùng, Đài Loan do Cục Đường sắt Đài Loan phục vụ .